# Torre del Gerro
La Torre del Gerro, de l'Aigua Dolça o de l'Arenal és una torre de guaita situada a la població de Dénia, Marina Alta, País Valencià. Es troba a uns 5 km del nucli urbà, al sud de Les Rotes a uns 100 m sobre el mar i quasi en el terme de la població veïna de Xàbia.
La torre es construí en el segle xvi en el context de fortificació de la costa valenciana deguda als freqüents atacs de pirateria que venia sofrint el Regne de València. La seua funció era de vigilància del litoral comprés entre Dénia (amb el castell) i al sud amb el cap de Sant Antoni, on també existia una torre vigia.
La torre és una construcció robusta i ben conservada, fou restaurada per l'ajuntament de Dénia, de forma troncocònica, d'on pren el nom del gerro. La torre conserva a la façana un escut amb l'àguila bicèfala dels Àustries i les quatre barres del Regne. Té l'accés elevat per a una defensa millor, amb dues portes, les espitlleres i matacans (n'hi ha dos, el que dona a la mar és major que l'altre) situats sobres aquestes servirien per a observar i en cas necessari, atacar als qui estigueren en la base de la torre.
A l'interior la comunicació entre els dos pisos es feia per una obertura feta en la volta de cada planta, mitjançant una escala mòbil o una corda.